# Víctor Luís Quematcha
Víctor Luís Quematcha, O.F.M. (Prabis, 27 de abril de 1967) é um frei e prelado guineense da Igreja Católica, desde 2025 é o bispo da Diocese de Bafatá.

## Biografia
Estudou filosofia e ciências humanas no Instituto Superior Dom Bosco de Lomé (Togo) e teologia no Seminário Maior de Anyama em Abidjan (Costa do Marfim). Depois de emitir os votos perpétuos na Ordem dos Frades Menores em 1997 em Brá, foi ordenado sacerdote em 2 de maio de 1998 em Nhoma, Guiné-Bissau.
Exerceu os cargos de Vice-Mestre de Noviços em Dapaong, Togo (1997-2000); Reitor do Seminário Menor de Brá, Guiné-Bissau (2000-2004); Licenciatura em Teologia Moral na Pontifícia Academia Alfonsiana de Roma (2004-2006); Professor de Teologia Moral no Seminário Maior Interdiocesano Dom Settimo Arturo Ferrazzetta em Bissau (2006-2021); Mestre dos Professos temporários em Brá, Guiné-Bissau (2007-2009); Custódio da Custódia de São Francisco de Assis para a Guiné-Bissau (2009-2018); Pároco da Catedral de Nossa Senhora da Candelária de Bissau (2014-2020); Diretor do Hospital de Mal de Hansen em Cumura Guiné-Bissau (2017-2021); Definidor Geral da Ordem dos Frades Menores Franciscanos para a África (de 2021 a 2025).
Em 8 de março de 2025, o Papa Francisco o nomeou como bispo de Bafatá. Recebeu a ordenação episcopal em 28 de junho seguinte, nas proximidades da Catedral Nossa Senhora da Graça em Bafatá, do núncio apostólico Waldemar Stanisław Sommertag, coadjuvado por José Câmnate na Bissign, bispo emérito de Bissau e por António Montes Moreira, O.F.M., bispo emérito de Bragança-Miranda.